# 倉屋望
倉屋 望（くらや のぞみ、1993年4月4日 - ）は、トップキュウシュウAルリーロ福岡に所属するラグビー選手。

## プロフィール
- 大阪府出身。
- ポジションはフッカー(HO)。
- 身長 170cm、体重 99kg
- ニックネームはクラ、ラークライツ。
- 類い稀なるリーダーシップを持ち、周囲を自らの意のままに操ることができる。
- 関西大学リーグのベスト15に選ばれたことがある[1]。

## 来歴
中学からラグビーを始めた。
2012年、常翔啓光学園高校卒業後、関西大学に入学する。
2015年、関西大学ラグビー部の主将に就任した。
2016年、関西大学卒業後、宗像サニックスブルースに加入。
2017年1月14日に行われたジャパンラグビートップリーグ第15節のNECグリーンロケッツ戦に途中出場で公式戦初出場を果たした。
2022年、ルリーロ福岡選手スコッドに選ばれた。